# ミスター・ノーバディ
『ミスター・ノーバディ』（原題：Mr. Nobody）は2009年のフランス・ドイツ・カナダ・ベルギーのSFファンタジー映画。監督はジャコ・ヴァン・ドルマル、出演はジャレッド・レトとダイアン・クルーガーなど。不死が実現した未来で、人類最後の死に行く人間となった老人ニモが語るありえたかもしれない様々な人生を描いている。第66回ヴェネツィア国際映画祭コンペティション部門出品作品。主人公の名前「ニモ」はラテン語で「誰でもない者」という意味である。

## ストーリー
2092年、科学の進歩で人間は永遠の命を持つようになっている。そんな中、118歳の主人公ニモは唯一の「命に限りある」人間だった。誰も彼の過去を知る者はいない。死を目前にした彼は、医者の催眠やインタビュアーの質問を通じて自らの過去を回想していく。しかし彼の過去は普通の人間のように一本道ではなく、様々な選択によって分岐した人生を同時に含んだものだった。例えば彼は、両親の離婚の際に父についていった記憶と、母についていった記憶、その両方を語ることができた。生前の記憶、分岐した人生などが次々と展開されていき、彼がついに死を迎えるシーンで映画は幕を閉じる。しかし、彼はどれも選択しなかったという可能性は残った。

## キャスト
- ニモ・ノーバディ: ジャレッド・レト
  - 15歳時: トビー・レグボ
  - 9歳時: トーマス・バーン
- エリース: サラ・ポーリー
  - 15歳時: クレア・ストーン
- アンナ: ダイアン・クルーガー
  - 15歳時: ジュノー・テンプル
- ジーン: リン・ダン・ファン
  - 15歳時: オードリー・ジャコミニ（フランス語版）
- ニモの父親: リス・エヴァンス
- ニモの母親: ナターシャ・リトル（フランス語版）

## 作品の評価
Rotten Tomatoesによれば、30件の評論のうち、67%にあたる20件が高く評価しており、平均して10点満点中6.58点を得ている。
Metacriticによれば、10件の評論のうち、高評価は5件、賛否混在は3件、低評価は2件で、平均して100点満点中63点を得ている。